# 菲迈站
菲迈站是法国的一个铁路车站，位于法国东北部市镇菲迈。

## 位置
菲迈站位于菲迈城区的西南部，默兹河左岸。车站大致呈南北走向，开口朝东。

## 车站概况
菲迈站是一个小型的火车站，设有人工售票窗口及自动售票机，并配有一个小型候车室。站前设有露天停车场，站内则有人行天桥可连接对向站台。

## 停靠线路
以下列车线路在菲迈站停靠：
| 菲迈站列车线路表       |              |        |        |              |
| 线路                   | 车种         | 上一站 | 下一站 | 大致运行频率 |
| 沙勒维尔-梅济耶尔—济韦 | 法国大区列车 | 勒万   | 艾布   | 每天7~14趟   |
| 1.                     |              |        |        |              |

## 配套交通

### 大巴车
菲迈站对应的大巴车上下车地点位于车站东侧的空地上。当某条铁路线施工或罢工时，SNCF会提供途径该线路沿途站点的大巴车。

### 市内交通
菲迈站暂无城市公共交通服务。

## 其它
菲迈站所在的菲迈历史上曾为著名的工业重镇，菲迈站也曾在法国现代文学作品中多次出现。

## 临近车站
| 菲迈站（Gare de Fumay）        |                  |          |
| 上行车站                       | 线路             | 下行车站 |
| 勒万站                         | 苏瓦松－济韦铁路 | 艾布站   |
| - 本表仅显示运营中的线路及车站 |                  |          |